# Lena Urbaniak
Lena Urbaniak (née le 31 octobre 1992 à Schwäbisch Gmünd) est une athlète allemande, spécialiste du lancer du poids. 

## Palmarès
| Date | Compétition                    | Lieu     | Résultat | Épreuve | Marque  |
| ---- | ------------------------------ | -------- | -------- | ------- | ------- |
| 2009 | Championnats du monde jeunesse | Brixen   | 1re      | Poids   | 15,28 m |
| 2009 | Championnats du monde jeunesse | Brixen   | 6e       | Disque  | 48,56 m |
| 2010 | Championnats du monde juniors  | Moncton  | 10e      | Poids   | 15,09 m |
| 2011 | Championnats d'Europe juniors  | Tallinn  | 1re      | Poids   | 16,31 m |
| 2013 | Championnats d'Europe espoirs  | Tampere  | 3e       | Poids   | 16,98 m |
| 2014 | Championnats d'Europe          | Zurich   | 8e       | Poids   | 17,77 m |
| 2015 | Universiade                    | Gwangju  | 1re      | Poids   | 18,00 m |
| 2016 | Championnats du monde en salle | Portland | 7e       | Poids   | 17,91 m |
| 2017 | Universiade                    | Taipei   | 7e       | Poids   | 16,72 m |

## Records
| Épreuve         | Épreuve   | Performance | Lieu    | Date            |
| --------------- | --------- | ----------- | ------- | --------------- |
| Lancer du poids | Plein air | 18,02 m     | Cassel  | 19 juin 2016    |
| Lancer du poids | Salle     | 18,32 m     | Leipzig | 27 février 2016 |